# Muak Lek
Muak Lek (tiếng Thái: มวกเหล็ก) là một huyện (amphoe) ở tỉnh Saraburi của Thái Lan.

## Địa lý
Muak Lek là huyện có diện tích lớn nhất tỉnh Saraburi, nằm ở phía đông tỉnh. Các huyện giáp ranh là (từ phía bắc theo chiều kim đồng hồ): Phattana Nikhom, Tha Luang và Lam Sonthi của tỉnh Lopburi, Sikhio và Pak Chong của tỉnh Nakhon Ratchasima, Mueang Nakhon Nayok của tỉnh Nakhon Nayok, và Kaeng Khoi và Wang Muang của Saraburi.
Huyện nằm trong khu vực đồi của dãy núi Phetchabun tách miền trung Thái Lan với khu vực đông bắc (Isan). Phía nam huyện là Vườn quốc gia Khao Yai.

## Lịch sử

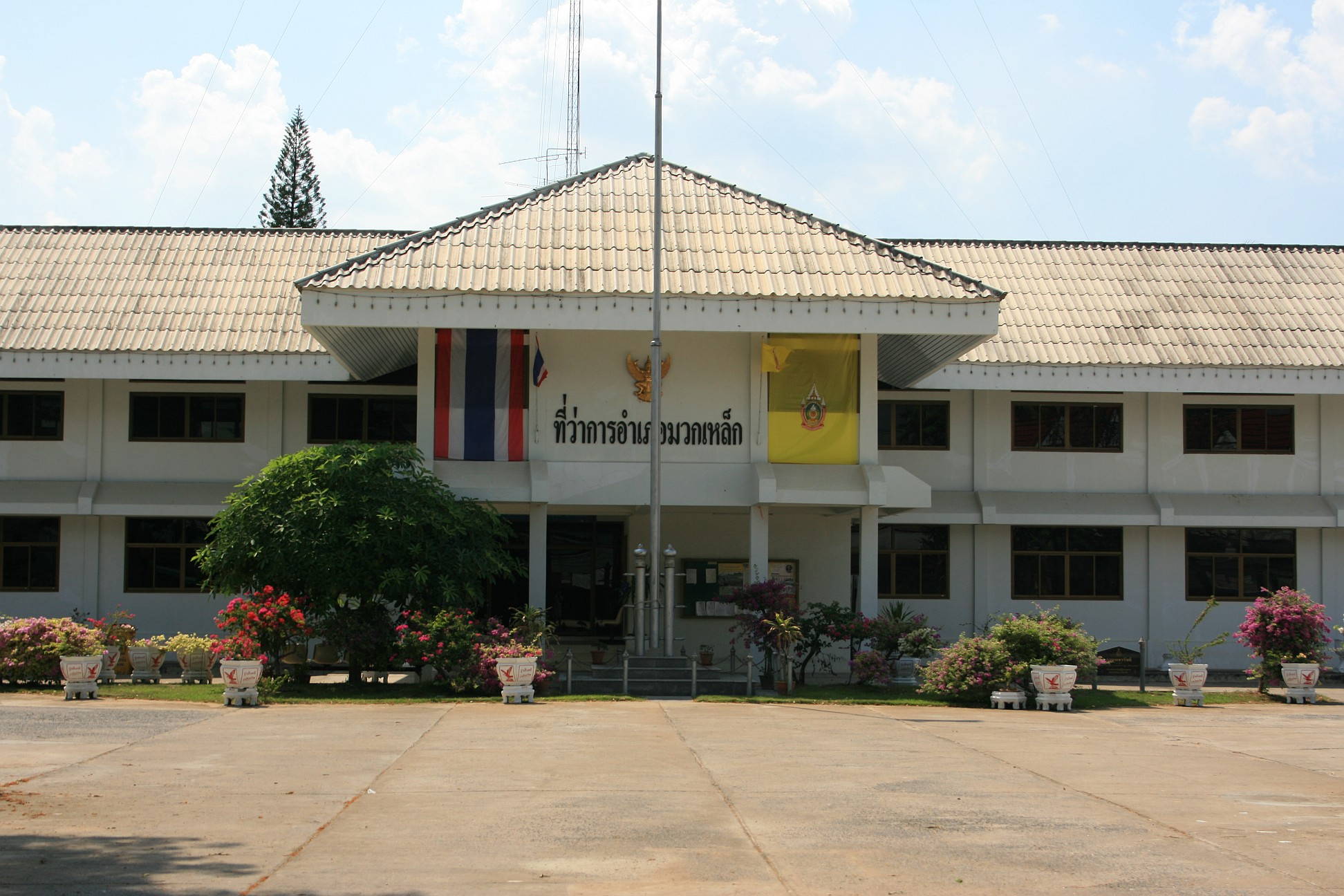
Trụ sở huyện

Huyện đã được lập ngày 27 tháng 12 năm 1968, khi khu vực của tambon cũ Muak Lek ở huyện Kaeng Khoi đã được tách thành 3 tambon với 33 làng và lập huyện mới tên là Muak Lek. Huyện bắt đầu hoạt đồng ngày 21 tháng 1 năm 1969. Năm 1988, khu vực phía bắc được tách ra khỏi huyện này để lập tiểu huyện Wang Muang mới.

## Hành chính
Huyện này được chia thành 6 phó huyện (tambon), các đơn vị này lại được chia ra thành 65 làng (muban). Muak Lek itself là thị trấn(thesaban tambon) và nằm trên một phần của tambon Muak Lek và Mittraphap. Có 6 Tổ chức hành chính tambon.
| STT. | Name            | Thai name  | Số làng | Dân số |  |  |
| 1.   | Muak Lek        | มวกเหล็ก    | 13      | 9.925  |  |  |
| 2.   | Mittraphap      | มิตรภาพ     | 10      | 10.448 |  |  |
| 4.   | Nong Yang Suea  | หนองย่างเสือ | 14      | 6.318  |  |  |
| 5.   | Lam Somphung    | ลำสมพุง     | 10      | 4.468  |  |  |
| 7.   | Lam Phaya Klang | ลำพญากลาง  | 18      | 11.305 |  |  |
| 9.   | Sap Sanun       | ซับสนุ่น      | 15      | 7.108  |  |  |

Các con số 3, 6 và 8 không có trong bảng là các tambon nay tạo thành huyện Wang Muang.